# Fittja (Stockholms tunnelbana)
Fittja ist eine oberirdische Station der Stockholmer U-Bahn. Sie befindet sich im gleichnamigen Stadtteil Fittja der Gemeinde Botkyrka. Die Station wird von der Röda linjen des Stockholmer U-Bahn-Systems bedient. Sie zählt zu den eher mäßig frequentierten Stationen des U-Bahn-Netzes. An einem normalen Werktag steigen hier 6.550 Pendler zu und um.
Die Station wurde am 1. Oktober 1972 in Betrieb genommen, als der Abschnitt der Röda linjen zwischen Skärholmen und Vårberg eingeweiht wurde. Bis zum 12. Januar 1975 war sie auch Endstation der Linie T13. Danach fuhren die Züge über den neuerbauten Abschnitt bis zu ihrer heutigen Endstation Norsborg. Die Bahnsteige befinden sich oberirdisch. Die Station liegt zwischen den Stationen Masmo und Alby. Bis zum Stockholmer Hauptbahnhof sind es etwa 15 km.